# Aéroport international de Providenciales
L'aéroport de l'île de Providenciales (code IATA : PLS • code OACI : MBPV), sur les Îles Turks-et-Caïcos (un territoire d'outre-mer britannique), est l'aéroport principal de l'île de Providenciales. Le gestionnaire de l'aéroport est Turks and Caicos Islands Airports Authority (TCIAA, Gestionnaire des aéroports des Îles Turks-et-Caïcos). L'aéroport accueille plus de 12 000 rotations assurées par des compagnies régulières par an.

## Histoire
La TCIAA a comme projet de finir la rénovation du terminal en décembre 2014, et pour continuer dans ses projets d'agrandissement la piste a été agrandie à 2 807 m.[Passage à actualiser] Le coefficient moyen de remplissage est de 62 %, ce qui est moyen.
Le 8 septembre 2017, les infrastructures de l'aéroport sont inondées et fortement endommagées par le passage de l'ouragan Irma.

## Compagnies et destinations

### Passagers
| Compagnies             | Destinations |
| ---------------------- | --- |
| Air Canada             | Toronto (Pearson) |
| Air Canada Rouge       | Montréal (P.-E.-Trudeau) |
| American Airlines      | Charlotte-Douglas En saison : Boston Logan, Chicago-O'Hare, Dallas-Fort Worth, Miami, Philadelphie |
| American Eagle         | Miami |
| Bahamasair             | Nassau L. Pindling |
| British Airways        | Saint John's-V. C. Bird, Londres-Gatwick |
| Caicos Express Airways | Cap-Haïtien, Grand Turk (en), Port-au-Prince T. Louverture, Santiago - Cibao, Saint-Domingue Las Américas, South Caicos (en) |
| Delta Air Lines        | Atlanta H.-Jackson En saison : Boston Logan, New York-John F. Kennedy |
| InterCaribbean Airways | Cap-Haïtien, North Caicos, South Caicos (en), Grand Turk (en), Nassau L. Pindling, Kingston-N. Manley, Port-au-Prince T. Louverture, Puerto Plata - Gregorio Luperón, San Juan - Luis-Muñoz-Marín, Santiago de Cuba-A. Maceo, Santiago - Cibao, Saint-Domingue Las Américas, Tortola - Terrance B. Lettsome (en) |
| JetBlue                | Fort Lauderdale-Hollywood, New York-John F. Kennedy En saison : Boston Logan |
| SkyBahamas Airlines    | Grand Bahama-Freeport |
| Southwest Airlines     | Fort Lauderdale-Hollywood En saison : Baltimore-T. Marshall |
| Sunrise Airways        | Cap-Haïtien |
| United Airlines        | Newark-Liberty En saison : Chicago-O'Hare, Houston-George Bush, Washington-Dulles |
| WestJet                | Toronto (Pearson) |

Édité le 19/06/2020

### Cargo
| Compagnies              | Destinations                      |
| ----------------------- | --------------------------------- |
| Ameriflight (en)        | Santiago de los Caballeros        |
| IFL Group (en)          | Miami, Santiago de los Caballeros |
| Skyway Enterprises (en) | Santiago de los Caballeros        |